# Radio Televizioni Shqiptar
Албанское радиовещание и телевидение (Radio Televizioni Shqiptar) — государственная организация Албании осуществляющее теле- и радиовещание.

## История
Основано в 1938 году, в том же году на средних волнах был запущен радиоканал Радио Тираны. В 1960 году RTSH запустил первый в Албании телеканал TVSH (Televizioni Shqiptar ), в 1980 году на ультракоротких волнах — второй радиоканал — Radio Tirana 2, собственно Радио Тираны стала называться Radio Tirana 1.

## Телеканалы и радиостанции

### Общенациональные телеканалы общей тематики
- RTSH 1 — первый общественный, главный телеканал;информационно-развлекательный
- RTSH 2 — второй общественный телеканал
- RTSH 3 — для меньшинств, проживающих в Албании.

Доступны во всех районах Албании через эфирное, кабельное, спутниковое телевидение.

### Международные телеканалы
- RTSH Sat

Доступен во всём мире через спутниковое телевидение.

### Тематические общенациональные телеканалы
- RTSH Shkollë — познавательный канал для школьников
- RTSH Film — фильмы, сериалы
- RTSH Muzikë — музыка
- RTSH Shqip — Албанские фильмы, культура и шоу
- RTSH Femije — контент для всей семьи
- RTSH Sport — спорт
- RTSH Plus — Албанская культура, шоу, музыка
- RTSH 24 — новости круглосуточно
- RTSH Agro — Сельское хозяйство, путешествия и туризм
- RTSH Kuvend — трансляции парламента Албании

Доступны во всех районах Албании через кабельное и спутниковое телевидение.

### Телеканалы высокой чёткости
- RTSH HD

Доступен во всех районах Албании через кабельное и спутниковое телевидение.

### Региональные телеканалы
- RTSH Gjirokastra (Гирокастра и пригород)
- RTSH Korça (Корча и пригород)
- RTSH Shkodra (Шкодра и пригород)
- RTSH Kukesi (Кукеси и пригород)

### Общенациональные радиостанции общей тематики
- Radio Tirana 1 — общая
- Radio Tirana 2 — музыкальная

Доступны во всех районах Албании через эфирное радиовещание (аналоговое на УКВ (УКВ CCIR), ранее на СВ).

### Муниципальные радиостанции
- - Radio Kukësi

Доступна через те же источники в Кукесе
- - Radio Shkodra

Доступна через те же источники в Шкодере
- - Radio Televizioni Korça

Доступна через те же источники в Корче
- - Radio Televizioni Gjirokastra

Доступна через те же источники в Гирокастре

### Международные радиостанции
- Radio Tirana International, сеть международных радиоблоков на:
  - албанском
  - английском
  - немецком
  - французском
  - итальянском
  - греческом
  - сербском и
  - турецком языках

До конца 1980-х годов осуществлялось вещание на русском языке, передачи глушились.
Вещание станции на коротких и средних волнах с территории Албании прекращено в 2017 году, при этом ретрансляция Radio Tirana International на коротких волнах продолжается станцией WRMI (Radio Miami International) (Флорида, США).